# 김하연 (1981년)
김하연(1981년 8월 19일 ~ )은 대한민국의 미스코리아 경기 진 출신 배우이다.

## 학력
- 서울예술대학 연극과

## 출연작

### 영화
- 1996년 《투맨》 - 혜진 역
- 2007년 《상사부일체》 - 과외 선생 역ㅡ저 이대나온 여자예여

### 드라마
- 2003년 SBS TV 《술의 나라》 - 서연 역
- 2007년 코미디TV 드라마 《러브 레이싱》 - 정주리 역

## 그 외

### CF
- 스프리스

### 뮤직비디오
- 2007년 넬 - 《Good night》

## 수상
- 2001년 미스코리아 경기 진